# Наро (гевог)

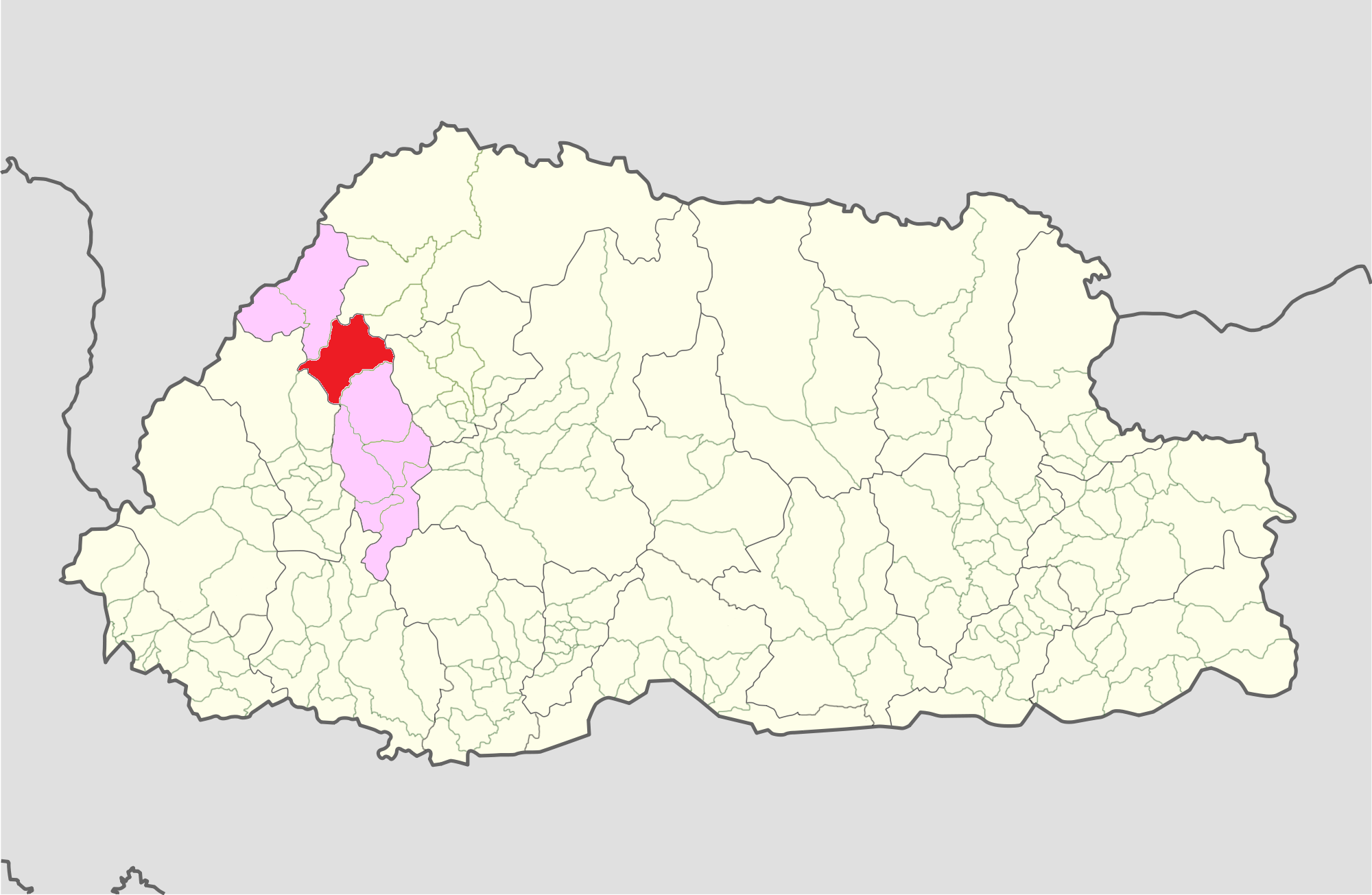
Гевог Наро в составе дзонгхага Тхимпху на карте Бутана

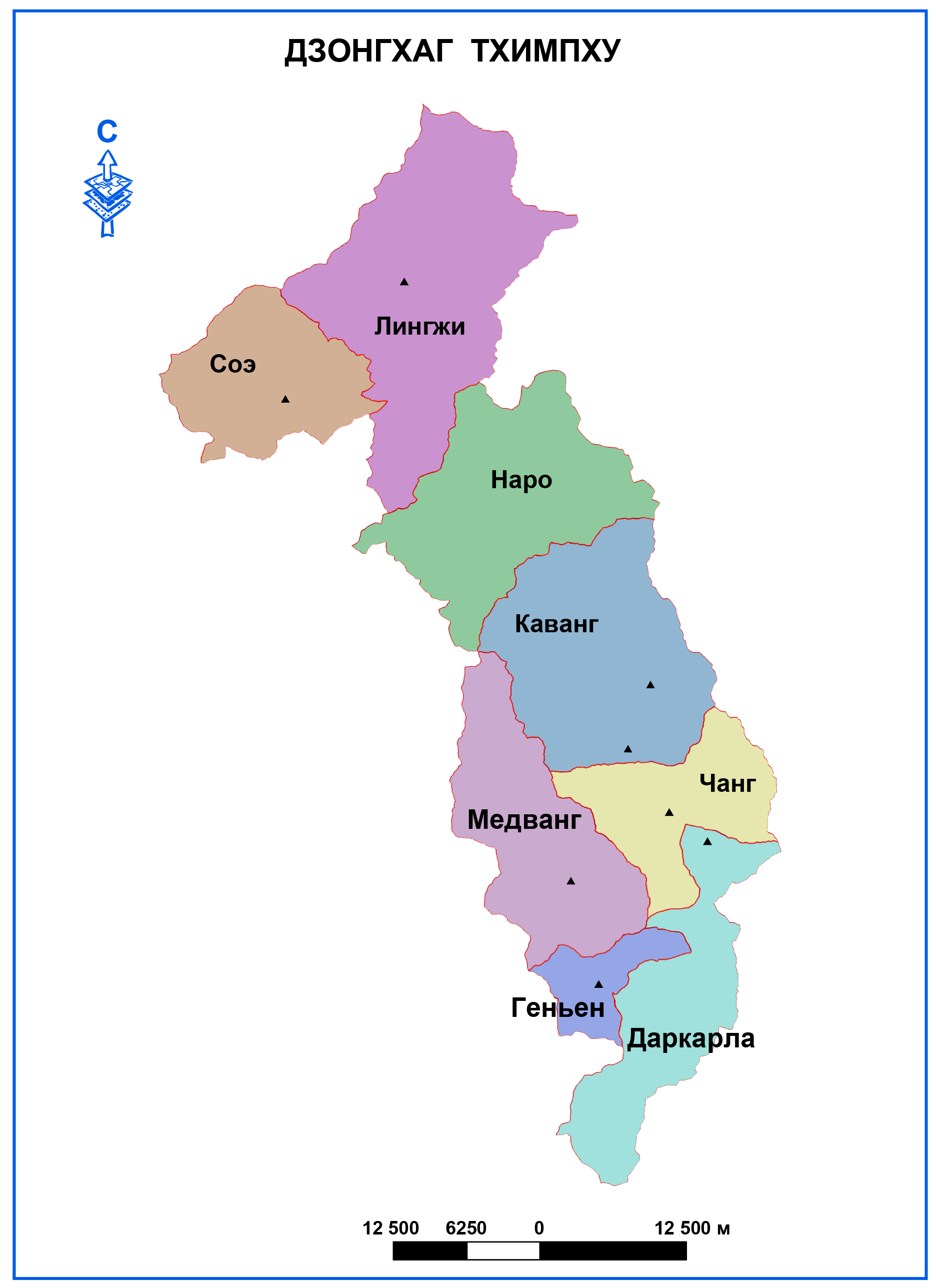
Гевоги дзонгхага Тхимпху

Наро (англ. Naro) — гевог в дзонгхаге Тхимпху в Бутане. Вместе с гевогами Лингжи и Соэ образует дунгхаг Лингжи. Наименование гевога происходит от наименования населённого пункта Наро (англ. Naro), расположенной в этом гевоге.

## География
Площадь гевога составляет 277 км². Высота над уровнем моря — от 3800 м до 5489 м. Через гевог протекают реки Тхимпху и Чагриронг, которые текут на территорию гевога Каванг. На северо-западе гевог граничит с гевогом Лингжи, на юго-востоке с гевогом Каванг, на юго-западе с дзонгхагом Паро, а на северо-востоке с дзонгхагом Гаса.

Через гевог проходит туристский маршрут «Тропа Джомолхари». Гевог входит в Национальный парк Джигме Дорджи.

## Экономика
Основным видом деятельности, средств к существованию и доходов является разведение яков, поэтому население переезжает с места на место.

## Население
В гевог входит 35 домашних хозяйств, расположенных в 22 населённых пунктах. Так как жизнь населения связана с разведением яков, то предоставление качественных услуг населению затруднено. В гевоге отсутствует необходимость создавать инфраструктуры образования и здравоохранения. Дети школьного возраста учатся в школах других гевогов.
По состоянию на 2001 год в гевоге отсутствовало электричество и телекоммуникации.

## Транспорт и коммуникации
Гевог является одним из самых труднодоступных гевогов дзонгхага. Нет дорог для проезда в гевоге. Как внутри гевога, так и для связи с другими гевогами используются вьючные тропы.